# Aleksandr Chanow
Aleksandr Michajłowicz Chanow (ros. Алекса́ндр Миха́йлович Ханов, ur. 1888, zm. po 1948) – radziecki działacz państwowy i partyjny.

## Życiorys
W 1907 wstąpił do SDPRR, 1908 został aresztowany, następnie zwolniony, 1911 ponownie aresztowany, potem do 1918 służył w rosyjskiej armii. W sierpniu 1917 wstąpił do SDPRR(b), a 1918 do Armii Czerwonej, od 18 kwietnia 1919 do lipca 1920 był przewodniczącym homelskiego gubernialnego komitetu RKP(b), a od 2 września do 5 października 1919 przewodniczącym homelskiego gubernialnego komitetu rewolucyjnego. Od 5 października 1919 do 25 maja 1920 był przewodniczącym Komitetu Wykonawczego Homelskiej Rady Gubernialnej, od 25 maja do 8 lipca 1920 ponownie przewodniczącym homelskiego gubernialnego komitetu rewolucyjnego, od lipca 1920 do 26 lutego 1921 przewodniczącym Komitetu Wykonawczego Niżnonowogrodzkiej Rady Gubernialnej, a od 1921 zastępcą pełnomocnika Ludowego Komisariatu Rolnictwa RFSRR na Obwód Północno-Zachodni. Do 1930 był przewodniczącym Związku Spółdzielni Mleczarsko-Hodowlanych, od 1930 pracował w Ludowym Komisariacie Rolnictwa ZSRR, potem w Ludowym Komisariacie Handlu ZSRR i do 1948 w Ministerstwie Sowchozów ZSRR, 1948 przeszedł na emeryturę.